# Liste der Bodendenkmale in Görzke
Die Liste der Bodendenkmale in Görzke enthält alle Bodendenkmale der brandenburgischen Gemeinde Görzke und ihrer Ortsteile auf der Grundlage der Landesdenkmalliste vom 31. Dezember 2020.
Die Baudenkmale sind in der Liste der Baudenkmale in Görzke aufgeführt.
| Gemarkung           | Flur          | Kurzansprache | Bodendenkmalnummer | Bemerkung | Bild |
| ------------------- | ------------- | --- | ------------------ | --------- | ---- |
| Görzke (Lage)       | 4             | Gräberfeld Bronzezeit, Hügelgräberfeld Bronzezeit                                                                          | 30215              |           |      |
| Görzke (Lage)       | 14            | Siedlung Bronzezeit | 30216              |           |      |
| Görzke (Lage)       | 1, 4, 14      | Siedlung Eisenzeit, Altstadt Neuzeit, Altstadt deutsches Mittelalter                                                       | 30220              |           |      |
| Görzke (Lage)       | 3, 4          | Siedlung slawisches Mittelalter, Siedlung deutsches Mittelalter                                                            | 30221              |           |      |
| Görzke (Lage)       | 4             | Siedlung Eisenzeit, Siedlung Bronzezeit                                                                                    | 30222              |           |      |
| Görzke (Lage)       | 4             | Siedlung Eisenzeit | 30223              |           |      |
| Görzke (Lage)       | 4             | Burgwall deutsches Mittelalter, Burgwall slawisches Mittelalter                                                            | 30358              |           |      |
| Görzke (Lage)       | 10, 5, 9      | Siedlung slawisches Mittelalter, Wüstung deutsches Mittelalter                                                             | 30359              |           |      |
| Görzke (Lage)       | 10, 11, 13, 5 | Befestigung deutsches Mittelalter                                                                                          | 31049              |           |      |
| Hohenlobbese (Lage) | 10, 2, 6, 9   | Siedlung Bronzezeit, Siedlung Eisenzeit, Siedlung slawisches Mittelalter, Dorfkern Neuzeit, Dorfkern deutsches Mittelalter | 30811              |           |      |
| Hohenlobbese (Lage) | 6, 8, 9       | Siedlung Bronzezeit, Landwehr deutsches Mittelalter                                                                        | 31129              |           |      |